# Helicopsyche boniata
Helicopsyche boniata is een schietmot uit de familie Helicopsychidae. De soort komt voor in het Oriëntaals gebied.